# Zeev Suraski
Zeev Suraski (hebrejsky זאב סורסקי‎ [zeˈʔev suˈʁaski]; * 18. února 1976, Kirjat Bialik) je izraelský programátor, PHP vývojář a spoluzakladatel Zend Technologies. Absolvent Technionu v Haifě, Izrael, Suraski a Andi Gutmans vytvořili v roce 1997 PHP 3. V roce 1999 napsali Zend Engine, jádro PHP 4, a založili Zend Technologies, která od té doby spravuje PHP. Jméno Zend je kontaminace jejich křestních jmen, Zeev a Andi.
Suraski je emeritní člen Apache Software Foundation a byl nominován na cenu FSF Award for the Advancement of Free Software v roce 1999. Zeev Suraski je CTO (technický ředitel) v Zend Technologies.